# Nihoa
Nihoa (także Moku Manu) – skalista wyspa leżąca w archipelagu Hawajów, w grupie Północno-Zachodnich Wysp Hawajskich. Administracyjnie należy do stanu Hawaje w Stanach Zjednoczonych. Jest obecnie bezludna.

## Geografia

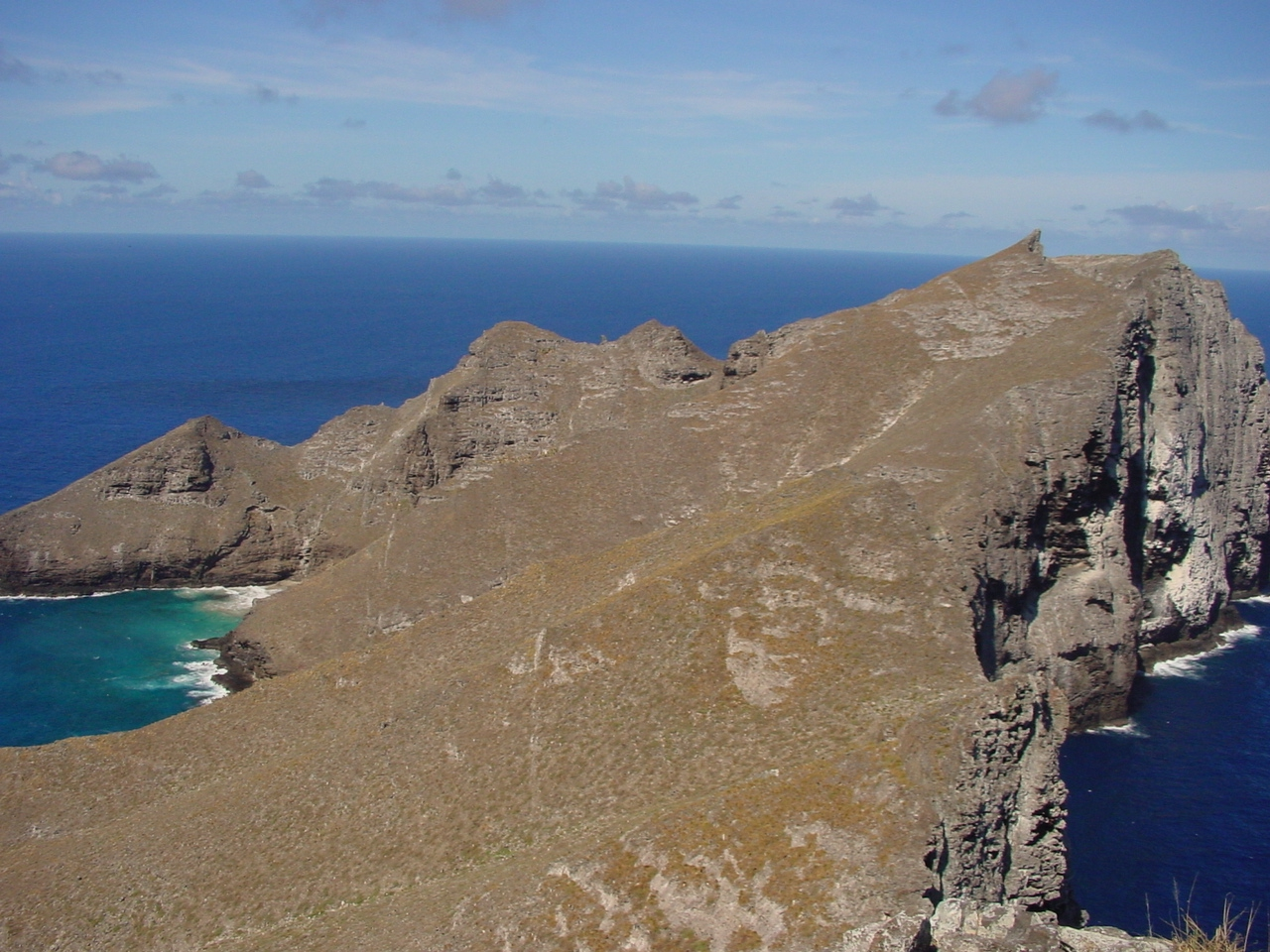
Krajobraz zachodniej części wyspy

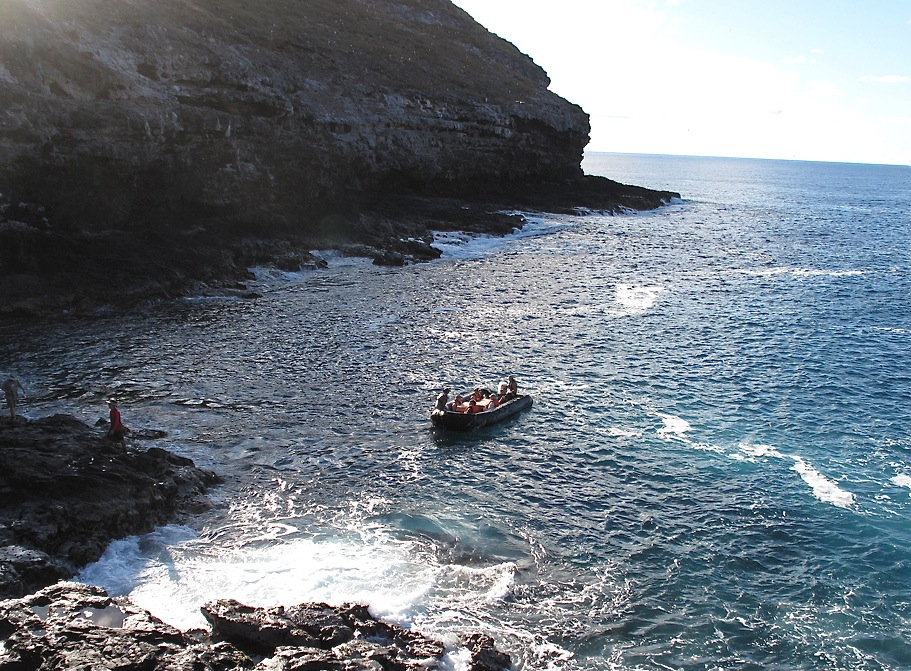
Badacze odpływający z Adam's Bay

Nihoa znajduje się ok. 250 kilometrów na północny zachód od Kauaʻi, najbliższej z głównych wysp Hawajów. Jest to skalista wyspa o stromych brzegach, o długości ok. 1400 m ze wschodu na zachód i szerokości 300–900 m. Jest to najwyższa spośród Północno-Zachodnich Wysp Hawajskich, o pokroju siodła, zwieńczona dwoma szczytami, z których Miller's Peak sięga 275,2 m n.p.m., zaś Tanager Peak ma 260 m n.p.m. Północną stronę wyspy tworzy prawie pionowa, miejscami nawet przewieszona ściana klifu, o wysokości 110 m w centrum, wnosząca się ponad 270 metrów po obu końcach. Skalna ściana opada także pod powierzchnią wody do dużych głębokości. Po zachodniej stronie wyspy również znajduje się klif. Teren wyspy opada w kierunku południowym, od krawędzi klifu do zatoki Adam's Bay, tworząc sześć dolin (West Valley, West Palm Valley, Miller Valley, Middle Valley, East Palm Valley i East Valley). Po zachodniej stronie zatoki znajduje się niewielka piaszczysta plaża, ale ze względu na załamujące się fale, lepszym miejscem do lądowania jest skalista półka pośrodku południowego zbocza. Szelf wokół wyspy ma szerokość 29 km w kierunku północny wschód–południowy zachód i znajduje się na głębokości 34–66 m, znajduje się na nim ok. 575 km² siedlisk rafowych.
Nihoa jest pozostałością wygasłego, głęboko zerodowanego wulkanu tarczowego. Północny klif tworzą warstwy lawy bazaltowej poprzecinane licznymi dajkami. Datowanie metodą potasowo-argonową pozwoliło stwierdzić, że wulkan był aktywny 7,3 miliona lat temu (miocen).
Nihoa jest objęta ochroną prawną jako część Papahānaumokuākea Marine National Monument.

## Znaczenie kulturowe

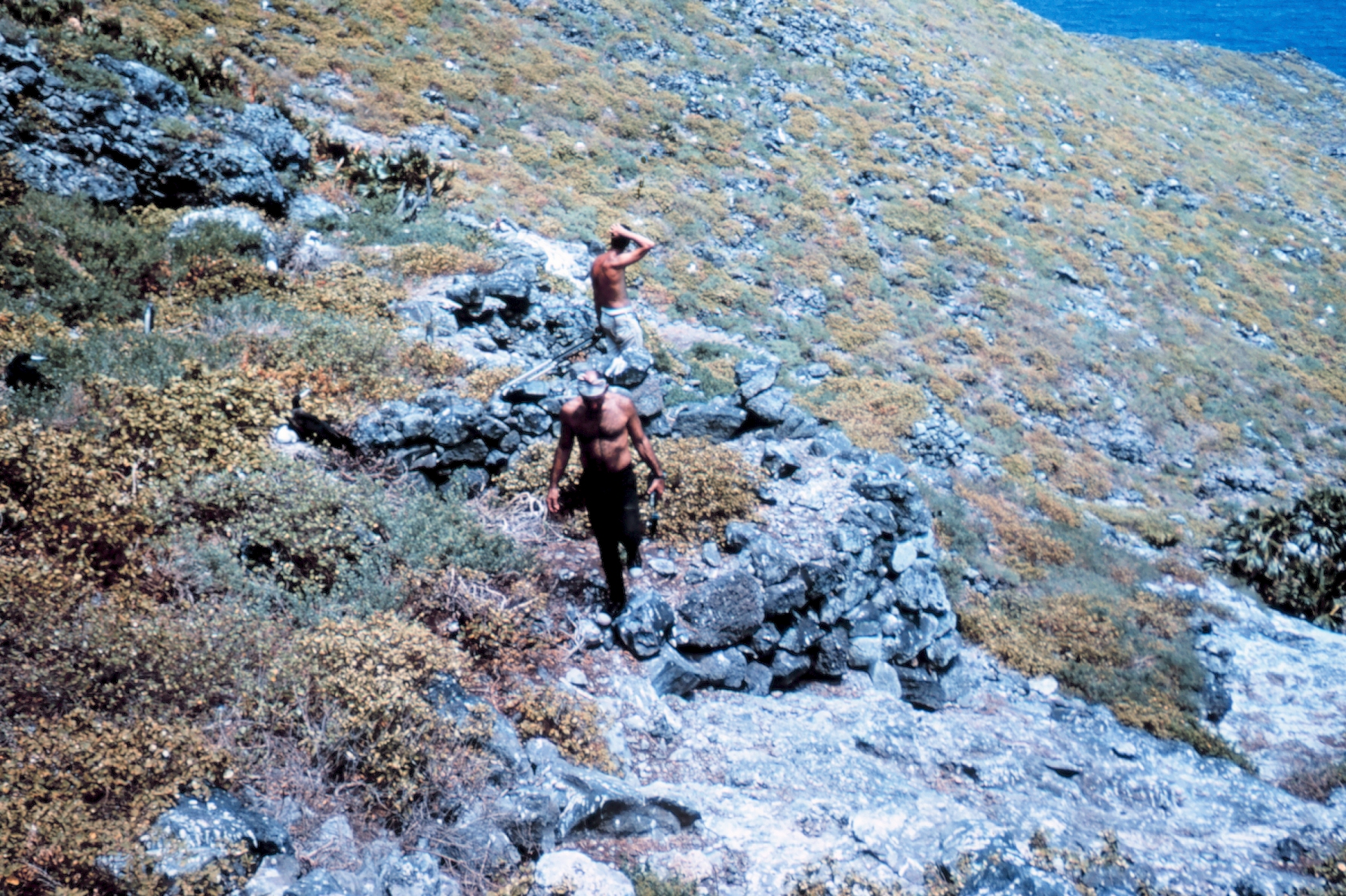
Archeologiczne pozostałości domu na Nihoa

Jest to najdalsza na północny zachód wyspa archipelagu, na której znajdują się liczne i jednoznaczne ślady zamieszkania rdzennych Hawajczyków. Położona dalej wyspa Necker Island była odwiedzana w celach kultowych, ale niezamieszkana, co wiąże się nie tylko z ubogimi zasobami naturalnymi. Nihoa, podobnie jak główne wyspy Hawajów, leży na południe od zwrotnika Raka i w pewne dni roku Słońce staje tu w zenicie; w kulturze Hawajczyków były to „krainy światła” (ao). Wyspy te leżą również we wschodniej części archipelagu; kierunek wschodni był wiązany z narodzinami, podczas gdy zachodni ze śmiercią i przemijaniem. Wyspy położone na północnym zachodzie, w których nigdy nie widziało się Słońca w zenicie, były „krainami ciemności” (pō), a zarazem ‘āina akua, krainami przodków, gdzie dusze ludzkie podróżują po śmierci.
Nazwa Nihoa w języku hawajskim oznacza „zębata, ząbkowana, szczerbata”, co nawiązuje do jej ukształtowania. Inne znaczenie to „mocno osadzona”, co może odnosić się do tego, jak wyspa znosi ataki wzburzonego morza, bądź też do ludzi, którzy żyli w tym surowym miejscu. W kulturze hawajskiej zachowały się powiedzenia związanie z Nihoa; od jednego z nich pochodzi inne określenie tej wyspy – Moku Manu, „wyspa ptaków”.

## Historia
Nihoa była zamieszkana przez rdzennych Hawajczyków od około 1000 do 1700 roku naszej ery. Zasoby naturalne wyspy i obecność co najmniej trzech źródeł słodkiej wody sugerują, że tutejsza populacja mogła sięgać 175 osób. Na wyspie znajduje się 88 pozostałości archeologicznych po jej mieszkańcach, w tym tarasów mieszkalnych, tarasów rolniczych, schronień, miejsc o znaczeniu religijnym i miejsc pochówku.
19 marca 1789 roku do wyspy dotarł kapitan Douglas, zastając ją bezludną. W 1822 roku wyspę odwiedziła królowa Kaʻahumanu I i przyłączyła ją do Królestwa Hawajów, co ponowił 23 kwietnia 1857 roku król Kamehameha IV. W 1909 roku wyspa wraz z resztą Północno-Zachodnich Wysp Hawajskich (oprócz Midway) została częścią Hawaiian Islands Reservation W latach 1923 i 1924 odwiedziła ją ekspedycja USS Tanager, prowadząca badania biologiczne i archeologiczne. W 1997 roku rdzenni Hawajczycy ponownie pogrzebali na wyspie kości przodków, które wykopano w latach 20. XX wieku.
Obecnie odwiedziny na wyspie są dozwolone tylko w celach naukowych i kulturowych. Zezwolenia wydaje United States Fish and Wildlife Service.

## Przyroda

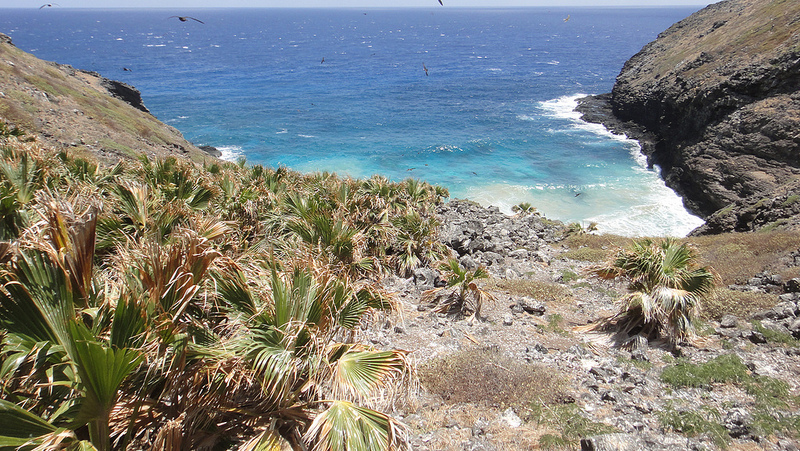
West Palm Valley z palmami Pritchardia remota na Nihoa

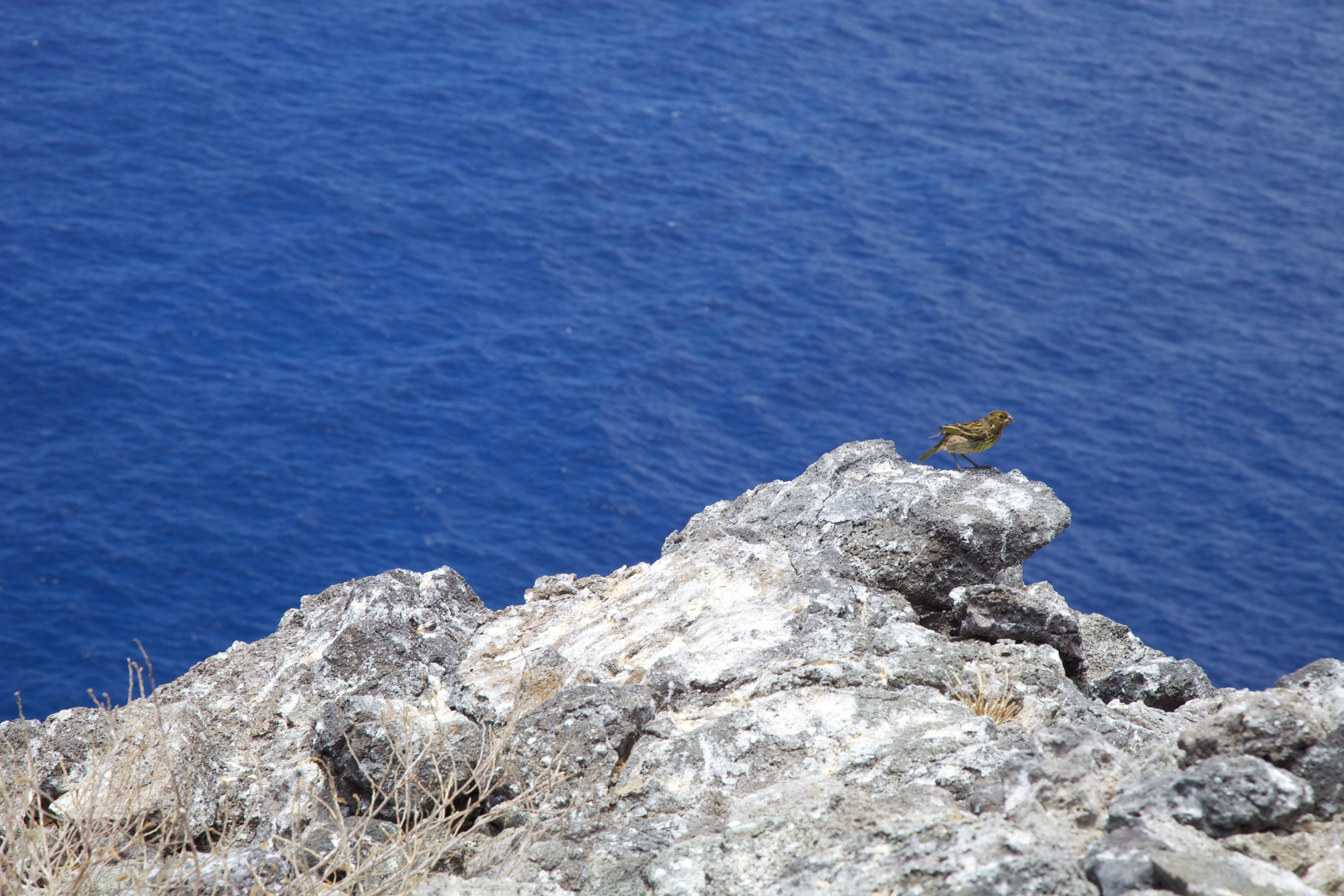
Hawajka tęgodzioba na Nihoa

Płytkie wody wokół Nihoa mają przeważnie skalne, bazaltowe dno, na którym rosną rozmaite glony, występują strzykwy i skałoczepy. W głębszych wodach żyją rekiny i karanksy; spotyka się tu ryby rzadkie w wodach głównych wysp Hawajów, a typowe dla północno-zachodniej części archipelagu, jak Oplegnathus punctatus. Ogółem rafy Nihoa są miejscem życia 127 gatunków ryb, a także 17 gatunków korali madreporowych.
Na wyspie rośnie 21 rodzimych gatunków roślin, w tym trzy endemity: palma Pritchardia remota, szarłat Amaranthus brownii i Schiedea verticillata. Dominują tu ślazowiec Sida fallax, komosa Chenopodium oahuense i turi Sesbania tomentosa. Z bezkręgowców żyją tu 33 gatunki roztoczy, 3 gatunki pająków i 182 gatunki owadów. Z tych ostatnich 17 gatunków to endemity, zaliczają się do nich pasikonik Banza nihoa, świerszcz Thaumatogryllus conanti, pluskwiaki Nysius nihoae  i Nysius suffusus, oraz pająk Nihoa mahina.
Na Nihoa występują dwa endemiczne gatunki ptaków lądowych, hawajka tęgodzioba (Telespiza ultima) i trzciniak cienkodzioby (Acrocephalus familiaris kingi). Bardzo liczne są tu ptaki morskie; na Nihoa znajdują się jedne z największych na Hawajach kolonii nawałników żałobnych, tajfunników cienkodziobych i rybołówek polinezyjskich.